# Château du Kagenfels
Le château du Kagenfels (également Kaguenfels ou Kagenburg) est un château fort en ruines construit au XIIIe siècle situé dans la forêt indivise d'Obernai et de Bernardswiller, sur la commune française d'Ottrott, dans le département du Bas-Rhin.

## Historique
Le château du Kagenfels fut construit par Albrecht Kage (1262), ministériel épiscopal de l'évêque Walter von Geroldseck, pendant le Grand Interrègne. Le château passe successivement aux nobles de Hohenstein, puis aux Utenheim et Ramstein, qui le cédèrent à Lucas Wischbech.
Assiégé quatre fois, en 1383, 1390, 1397 et 1424, il fut abandonné au début du XVIIe siècle.
En 1406, le château est ravagé par les flammes à cause de la négligence de garnisaires qui prenaient un bain. Au XVe siècle, l'important chantier de réaménagement du château nécessita la construction d'une scierie. En 1563 la ville d'Obernai l'acheta.
Consolidé depuis 2000 par l'Association pour la Conservation du Patrimoine Obernois.

## Description
La mise au jour par les archéologues de boulets sur le site du château est à mettre en relation avec les nombreux sièges que la place eu à subir. Les fouilles archéologiques ont également permis de retrouver une pierre d'autel.

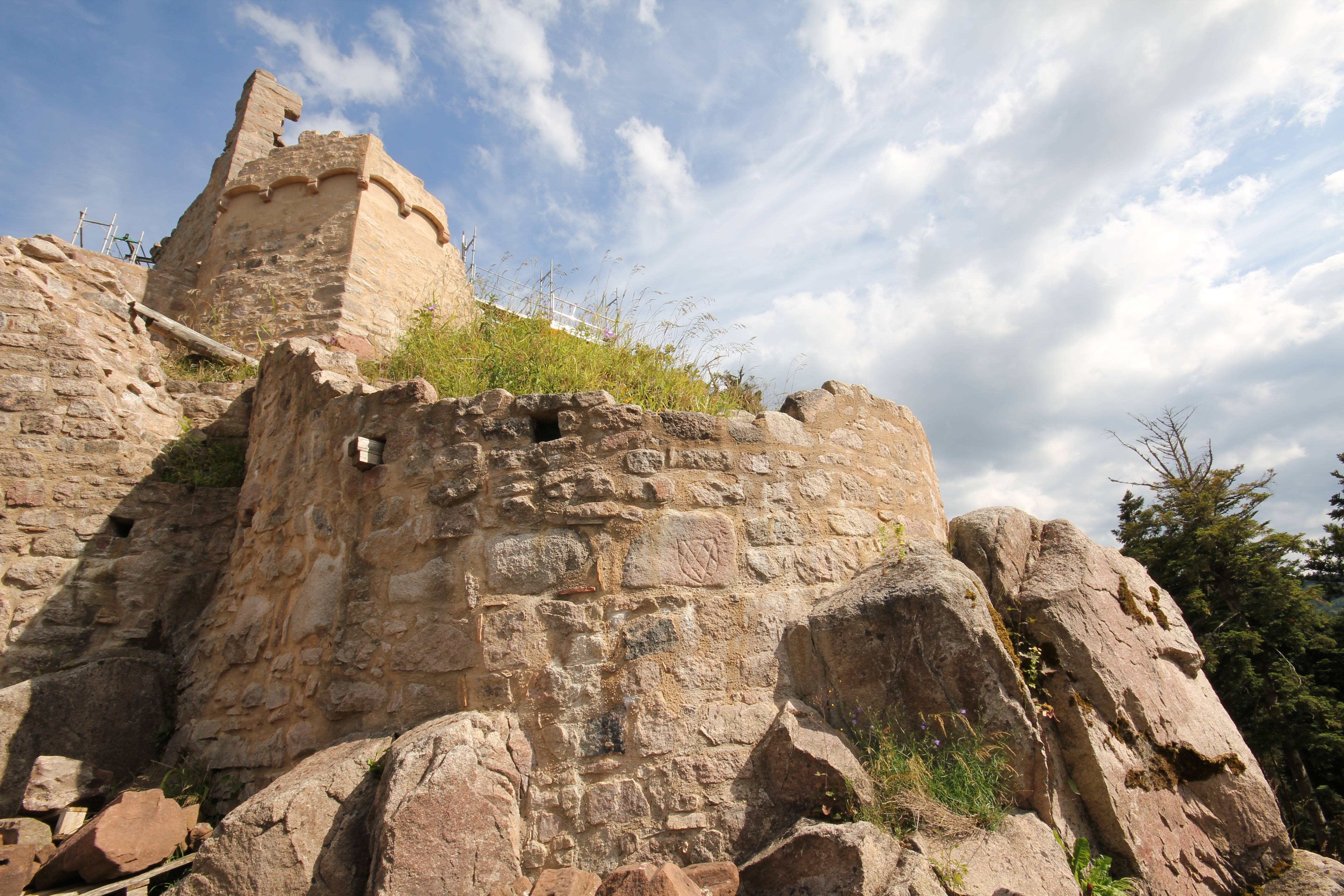
Tour Hohenstein.
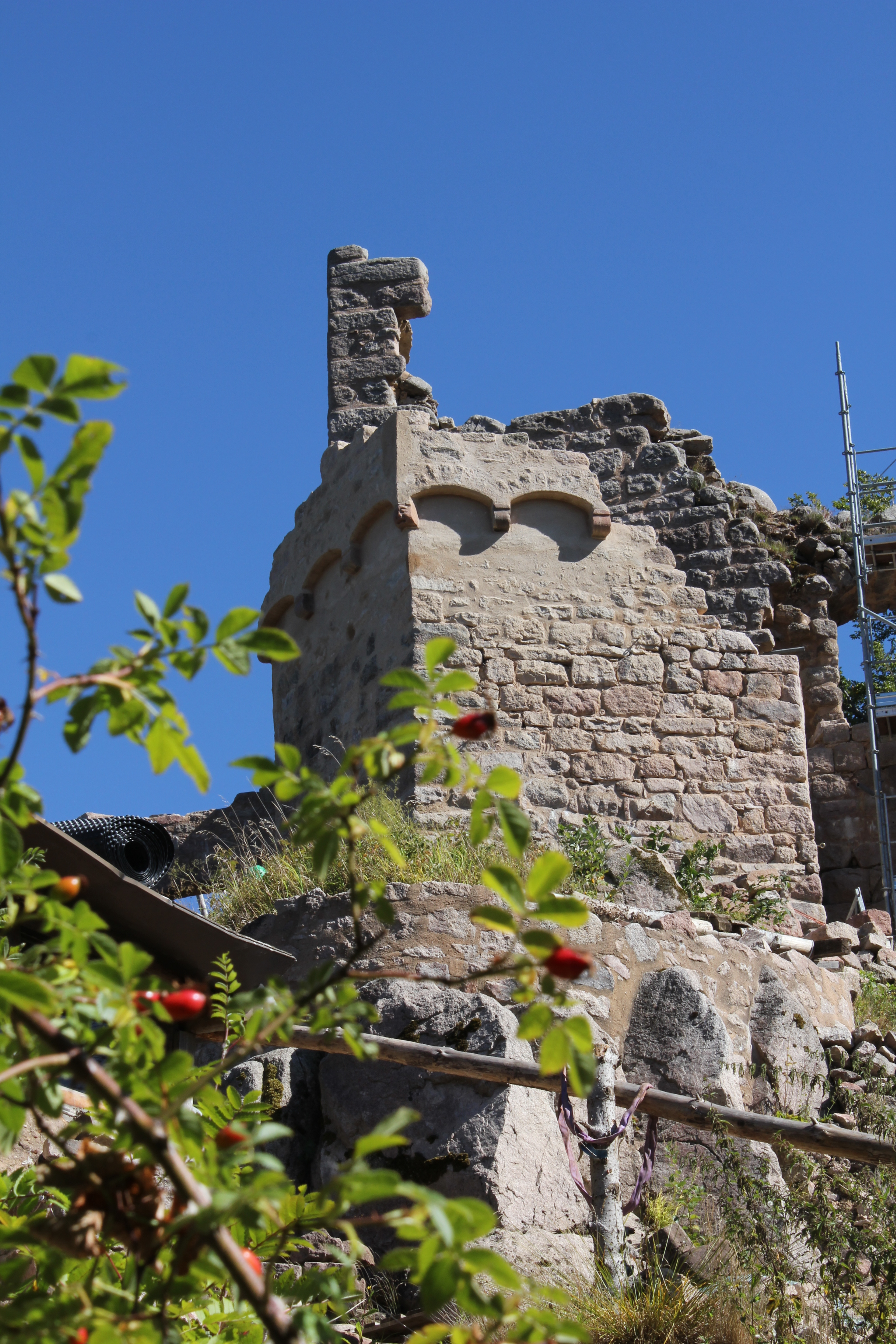
Tour palière.
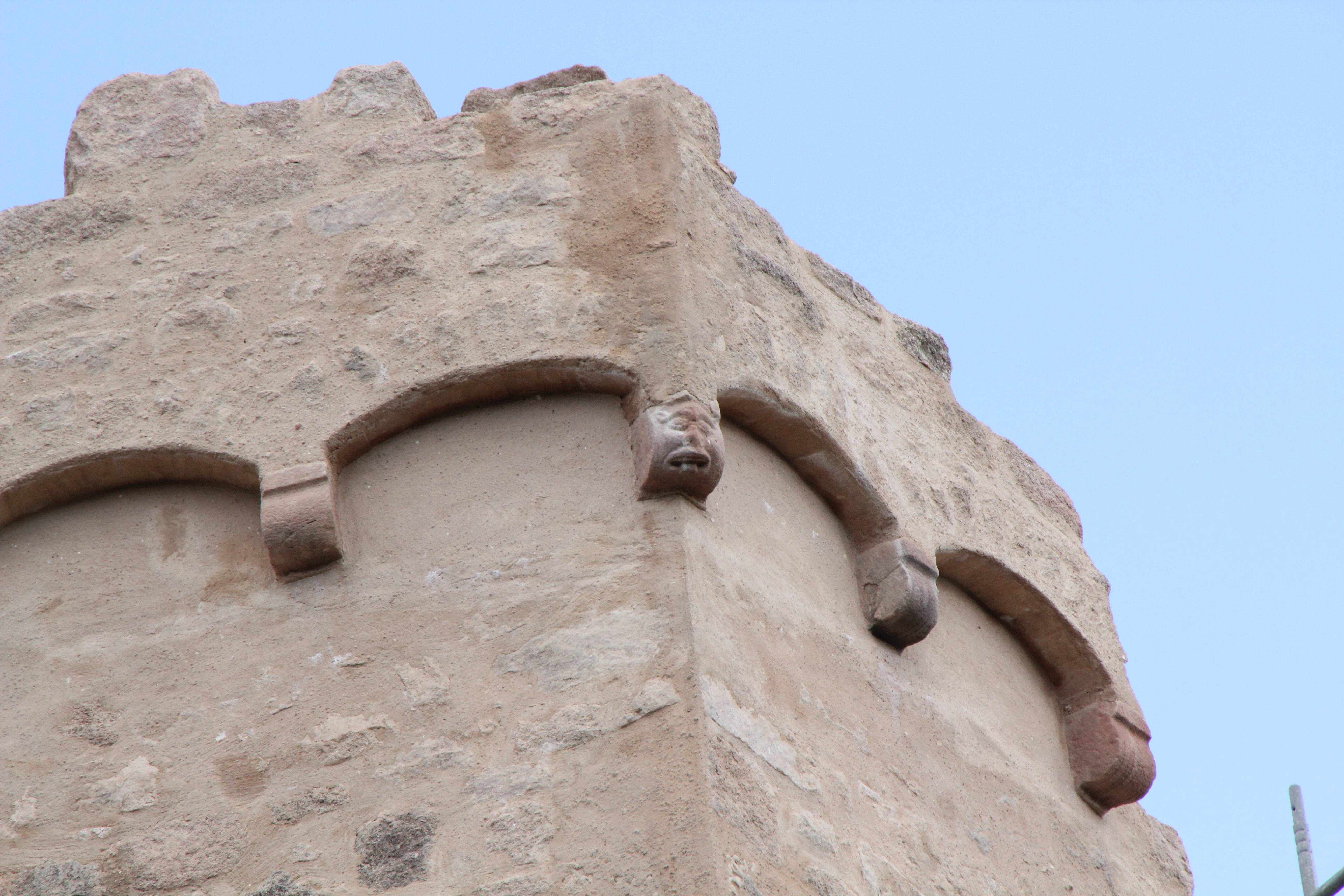
Tour palière (détail).
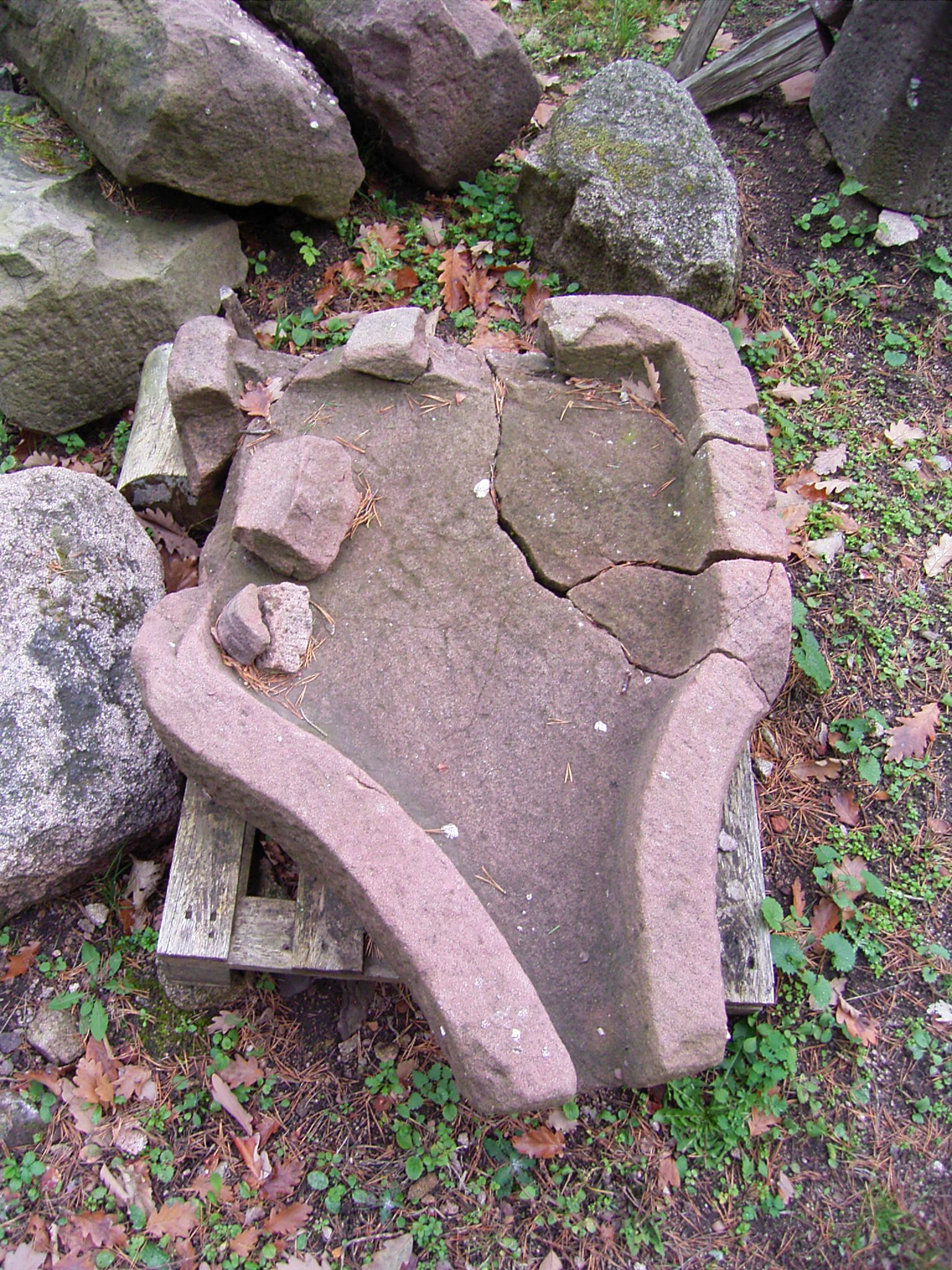
Évier.